# Argyripnus
Argyripnus is een geslacht van straalvinnige vissen uit de familie van diepzeebijlvissen (Sternoptychidae). Het geslacht is voor het eerst wetenschappelijk beschreven in 1897 door Gilbert & Cramer.

## Soorten
- Argyripnus atlanticus (Maul, 1952)
- Argyripnus brocki (Struhsaker, 1973)
- Argyripnus electronus (Parin, 1992)
- Argyripnus ephippiatus (Gilbert & Cramer, 1897)
- Argyripnus iridescens (McCulloch, 1926)